# Безпаль Ганна Іванівна
Ганна Іванівна Безпаль (?, Вінницька область — ?) — українська радянська діячка, новатор виробництва, сатуратниця Барського цукрового заводу Вінницької області. Депутат Верховної Ради УРСР 5-го скликання.

## Біографія
З 1950-х років — робітниця, сатуратниця Барського цукрового заводу Вінницької області.